# Clubiona tenera
Clubiona tenera är en spindelart som först beskrevs av Tord Tamerlan Teodor Thorell 1890.  Clubiona tenera ingår i släktet Clubiona och familjen säckspindlar. Inga underarter finns listade i Catalogue of Life.